# Teatro Donizetti
Pour les articles homonymes, voir Donizetti.
Le Teatro Donizetti est une salle d'opéra de Bergame, en forme de fer à cheval (théâtre à l'italienne), créé à la fin du XVIIIe siècle comme Teatro Nuovo ou Teatro di Fiera dans une zone consacrée aux foires.

## Histoire
C'est dans une zone où l'on construisait des théâtres provisoires, en bois, que Bortolo Riccardi, un riche marchand, construisit un premier théâtre « en dur » qui prit le nom de Teatro Riccardi. Les travaux n'étaient pas finis quand eurent lieu les premières représentations : Medonte re di Epiro de Giuseppe Sarti (1784) est la première œuvre jouée. Mais l'inauguration n'intervint que le 24 août 1791. Puis la structure fut détruite par un incendie, peut-être criminel, en 1797. L'architecte Giovanni Francesco Lucchini qui avait conçu les intérieurs du théâtre, reçut commande pour sa reconstruction. Il fallut  attendre le 30 juin 1800 pour l'inauguration de la structure actuelle. 
En 1831, Vincenzo Bellini y créa sa Norma. 
En 1840, pour la première fois, Bergame consacra une représentation à Gaetano Donizetti, en présence du compositeur, avec L'esule di Roma. Ernani de Giuseppe Verdi fut créé en 1844 au Teatro Riccardi en présence du compositeur. En 1897, à l'occasion du centenaire de la naissance de Donizetti le Teatro Riccardi prit le nom de « Théâtre Donizetti » qu'il porte depuis.